# 공동정원

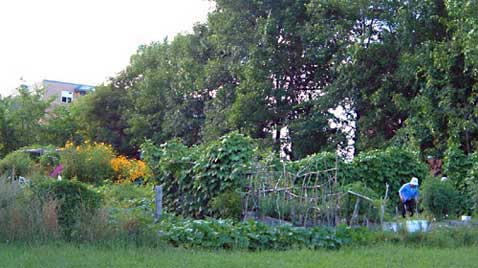
캐나다 오타와의 커뮤니티 가든

공동정원 또는 커뮤니티 가든(community garden)은 여러 사람들이 개별적으로 또는 집단적으로 정원을 가꾸거나 경작하는 토지이다. 일반적으로 커뮤니티 가든에서는 토지가 개별 구획으로 나뉜다. 각 정원사는 자신의 토지와 수확량 또는 생산에 대해 책임을 진다. 집단정원에서는 토지를 분할하지 않는다. 한 무리의 사람들이 함께 경작하며, 수확은 참여자 모두의 몫이다. 전 세계적으로 커뮤니티 가든은 다양한 형태로 존재하며, 인근 지역이나 발코니, 옥상에 위치할 수 있다. 그 크기는 서로 크게 다를 수 있다.
커뮤니티 가든은 북미에서 세 가지 주요 개발 물결을 경험했다. 커뮤니티 가든 개발의 초기 물결은 유럽과 북미의 산업 혁명과 급속한 도시화 과정과 동시에 일어났다. 그런 다음 노동자 정원('Jardin d'ouvrier')이라 불렀다. 커뮤니티 가든 개발의 두 번째 물결은 제1차 세계 대전과 제2차 세계 대전 중에 일어났다. 이것들은 각각 "자유정원"(Liberty Gardens)과 "전시정원"(Victory Gardens)의 일부였다. 가장 최근의 공동체 정원 개발 물결은 OPEC 위기 기간인 1970년대에 일어났다. 이는 식량 불안에 맞서 싸울 수 있는 토지를 찾기 위한 풀뿌리 운동의 결과이다.
최근에는 커뮤니티 가든이 전 세계적으로 부활했다. 이는 생태 위기, 기후변화, 새로운 위생 위기 등 21세기 세계 인구가 직면한 여러 문제와 관련이 있을 수 있다. 커뮤니티 가든은 도시 농업 운동에 기여하고 더 많은 커뮤니티를 요구하는 시민들의 요구에 부응한다. 최근 몇 년 동안 정원이 급증하고 있다.